# Jörg Felgner

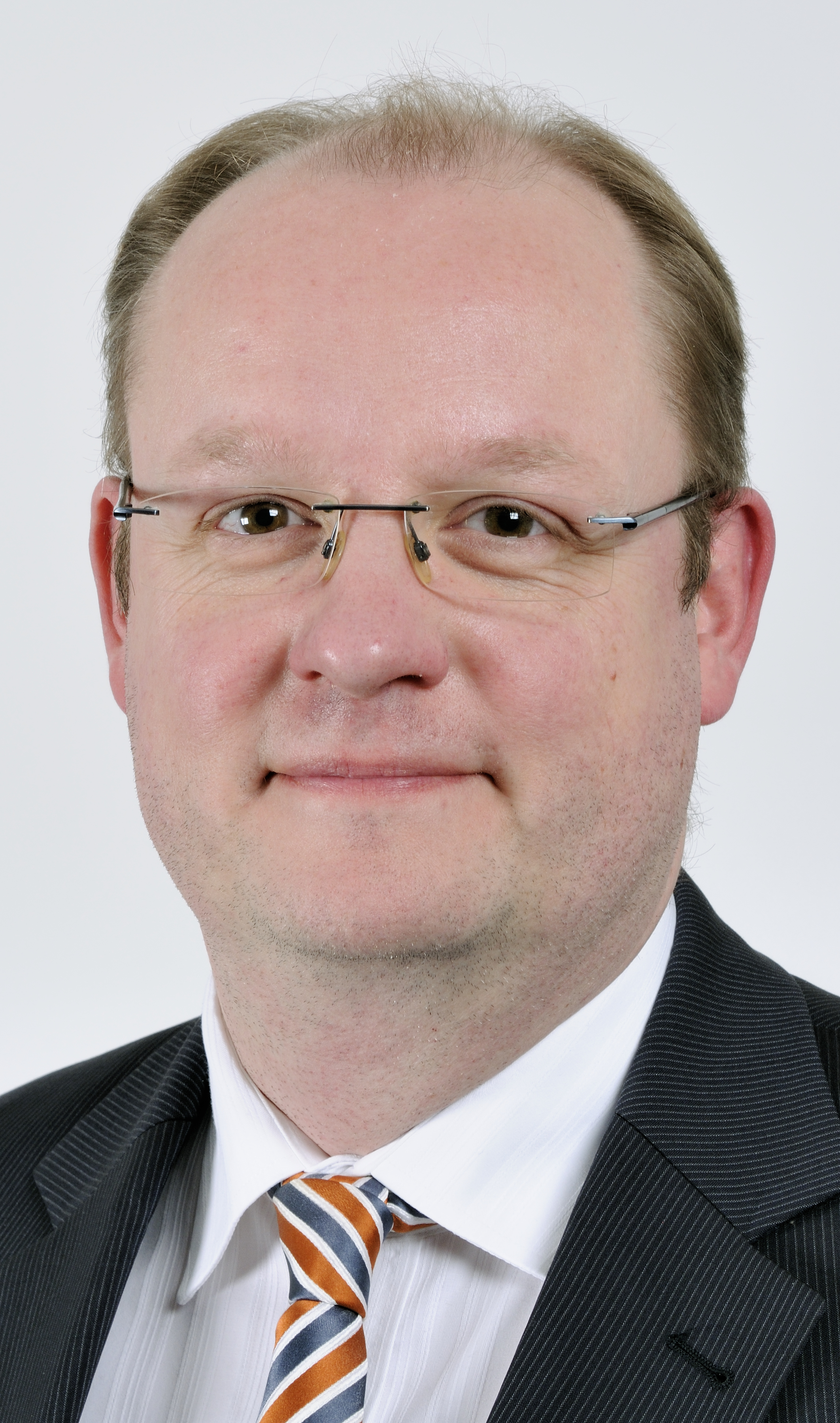
Jörg Felgner (2012)

Jörg Felgner (* 4. Oktober 1972 in Schlema) ist ein deutscher politischer Beamter und Politiker (SPD). In Sachsen-Anhalt war er vom 25. April 2016 bis zum 13. November 2016 Minister für Wirtschaft, Wissenschaft und Digitalisierung im Kabinett Haseloff II. Zuvor war er seit 2011 Staatssekretär im Finanzministerium des Landes Sachsen-Anhalt. Er trat wegen mehrerer mutmaßlich ohne Ausschreibung vergebener Gutachten zurück.

## Familie und Ausbildung
Felgner studierte von 1991 bis 1994 an der Fachhochschule für öffentliche Verwaltung in Kehl und schloss dort als Diplom-Verwaltungswirt (FH) ab. Nach dem Zivildienst 1995/96 nahm er ein Fernstudium an der Fernuniversität in Hagen in den Fächern Politikwissenschaft, Geschichte und Rechtswissenschaft auf, das er 2006 mit dem akademischen Grad Magister Artium beendete.
Felgner ist verheiratet und hat eine Tochter.

## Politische Laufbahn
Von 1997 bis 1998 war Felgner Mitarbeiter im Büro des Bundestagsabgeordneten Eberhard Brecht (SPD). Von 1998 bis 2004 arbeitete er für die SPD Sachsen-Anhalt. 2004 wechselte er als persönlicher Referent des Fraktionsvorsitzenden Jens Bullerjahn zur SPD-Landtagsfraktion und wechselte 2006 mit Bullerjahn ins Ministerium der Finanzen des Landes Sachsen-Anhalt als dessen Büroleiter. Am 20. April 2011 wurde Felgner zu einem von Bullerjahns Staatssekretären ernannt (Kabinett Haseloff I). Das bei der Landtagswahl in Sachsen-Anhalt 2016 errungene Mandat legte er nieder, als er am 25. April 2016 zum Minister für Wirtschaft, Wissenschaft und Digitalisierung des Landes Sachsen-Anhalt im Kabinett Haseloff II ernannt wurde.
Seit August 2018 ist Jörg Felgner im Stiftungsvorstand der Stiftung „Moses Mendelssohn Akademie Halberstadt“ vertreten und seit Januar 2019 bei der GBI-Gruppe beschäftigt.

## Untersuchungsausschuss und Rücktritt 2016
Felgner geriet im Herbst 2016 wegen mehrerer Gutachten in die Kritik, die am Landtag vorbei teilweise ohne Ausschreibung vor allem an das Institut für Strukturpolitik und Wirtschaftsförderung (ISW) in Halle vergeben worden waren. Der Eigentümer des ISW ist eng mit dem ehemaligen Finanzminister Jens Bullerjahn befreundet. Auf Anträge der AfD-Fraktion und der Koalitionsfraktionen von CDU, SPD und Bündnis 90/Die Grünen setzte der Landtag von Sachsen-Anhalt am 29. September 2016 den 15. Untersuchungsausschuss ein. Von 2004 bis 2006 hatte es aufgrund ähnlicher Vorfälle den 9. Untersuchungsausschuss „Beratungsleistungen“ gegeben. Der Ausschuss soll untersuchen, ob insbesondere das Ministerium der Finanzen des Landes Sachsen-Anhalt im Zeitraum vom 19. April 2011 bis 11. April 2016 „bei der Vergabe von Beraterverträgen gegen haushaltsrechtliche, vergaberechtliche und/oder andere gesetzliche Bestimmungen verstoßen hat“ – zu der Zeit, als Felgner als Staatssekretär für diese Vorgänge verantwortlich war. Einige dieser Verträge tragen seine Unterschrift; es besteht der Verdacht, dass der Landtag und dessen Finanzausschuss (dem jeder Vertrag ab 20.000 Euro zur Genehmigung vorgelegt werden muss) bewusst und vorsätzlich umgangen wurden.
Am 13. November 2016 reichte Felgner als Folge der Untersuchungen seinen Rücktritt ein.